# Hof ter Linden (Velzeke-Ruddershove)

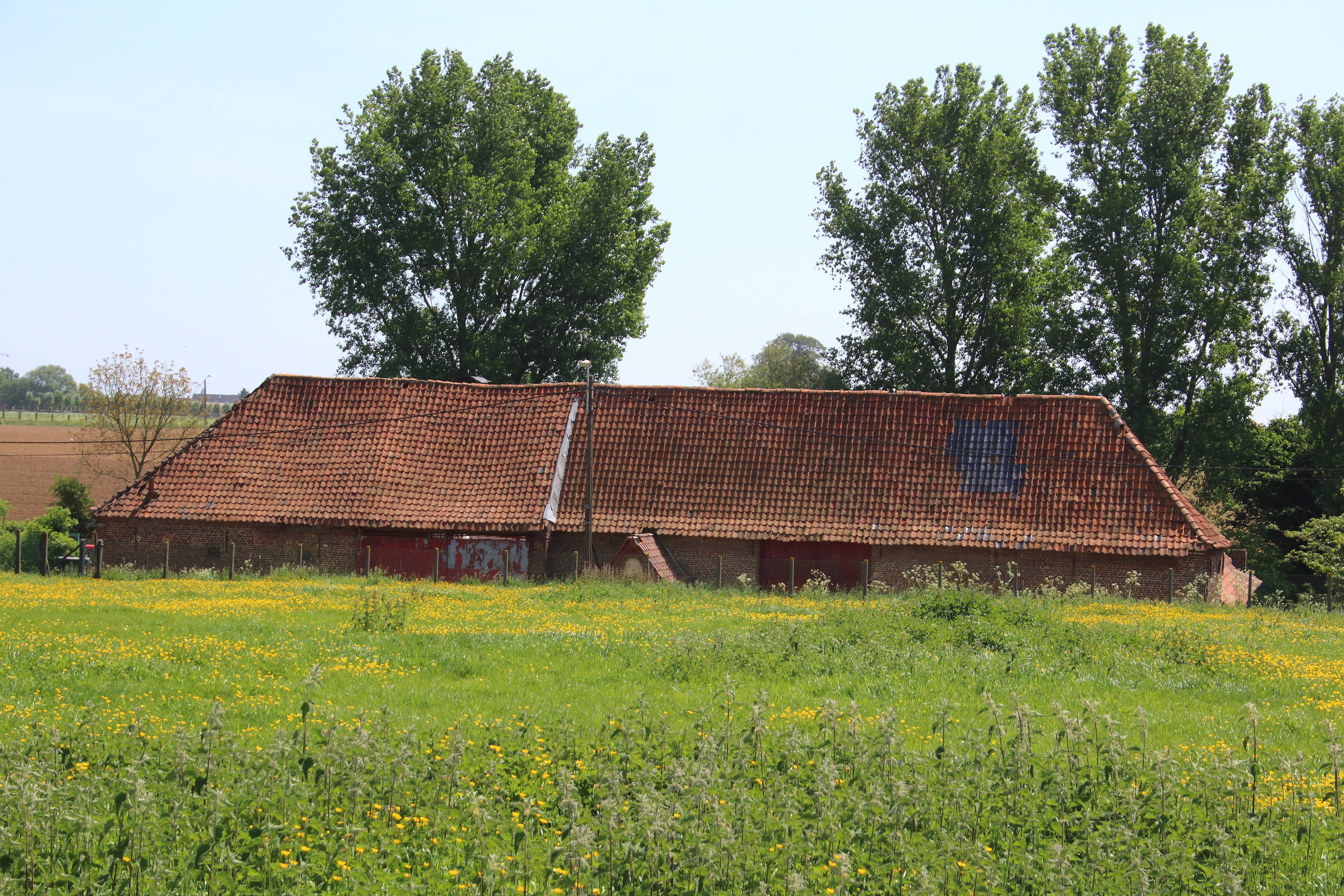
het Hof ter Linden

Het Hof ter Linden is een historische hoeve in Velzeke-Ruddershove, deelgemeente van de Belgische stad Zottegem. Het Hof ter Linden ligt vlak mij de Passemarebeek en was een pachthof van de abdij van Hasnon (Frankrijk). De geschiedenis van de hoeve gaat terug tot de 14e eeuw. Tijdens de Oostenrijkse Successieoorlog namen Engelse, Hollandse en Hannoverse troepen in de zomer van 1744 alles uit de hoeve mee wat niet te heet of te zwaar was (acht steenen boter, 400 eyeren, 4 moken roomsche bonen, één moken ereweten, 30 broden, 40 hinnen ende kieckenen, eene laecken broeck waer inne beth de neghen gulden gelt was). De semigesloten hoeve bestaat uit bakstenen gebouwen onder  zadeldaken rond rechthoekig, deels gekasseid erf. Het woonhuis dateert uit de 17e eeuw en werd aangepast in de 18e en 19e eeuw. De gebouwen hebben onder andere steekboogdeuren, een oculus, vensters met zandstenen omlijsting. In 1917 ging het dak van het huis en de stallen in vlammen op. De vroegere hofvijver werd aan het eind van de jaren 60 gedempt. Het Hof ter Linden en omgeving zijn sinds 1979 beschermd als dorpsgezicht.

## Afbeeldingen

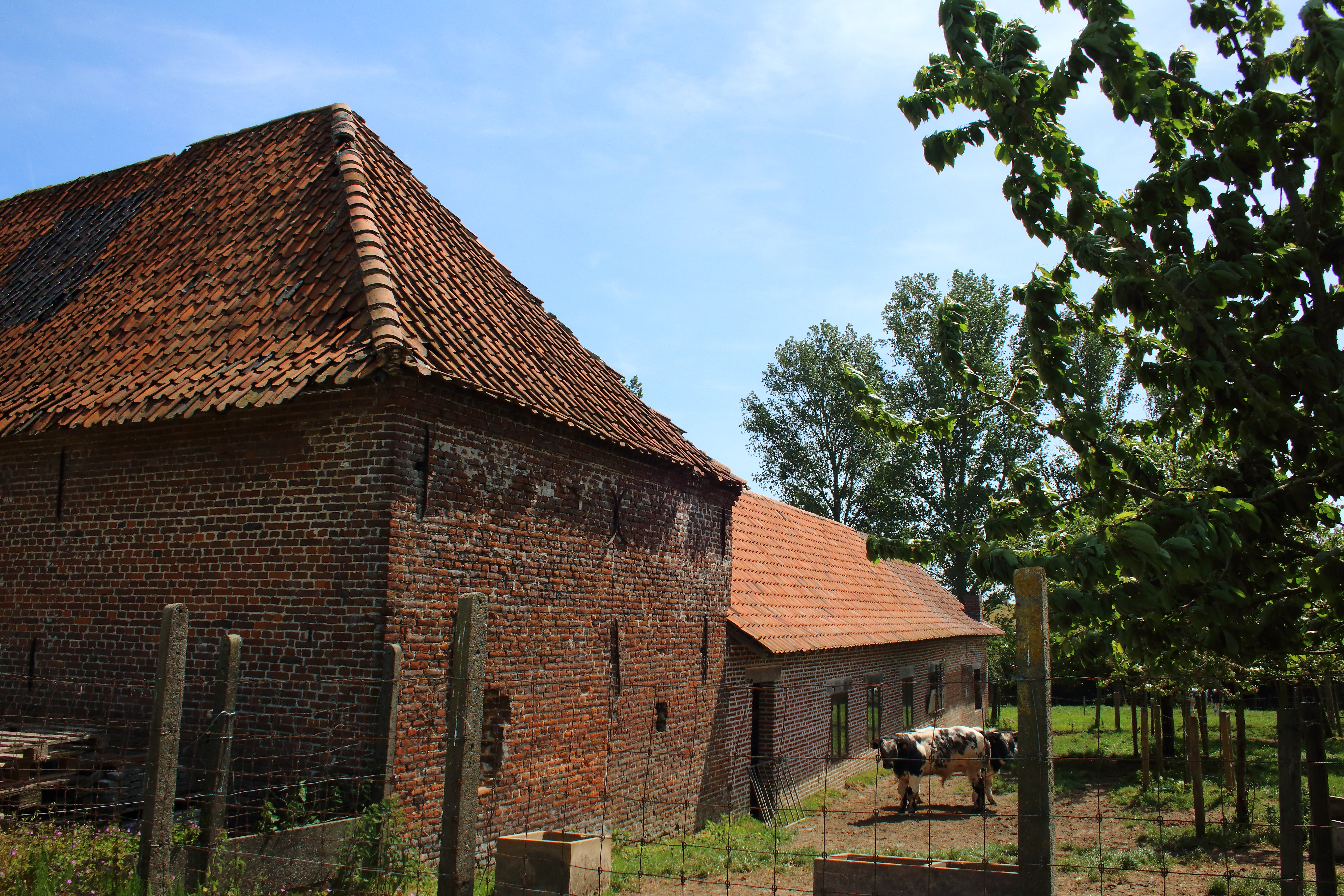
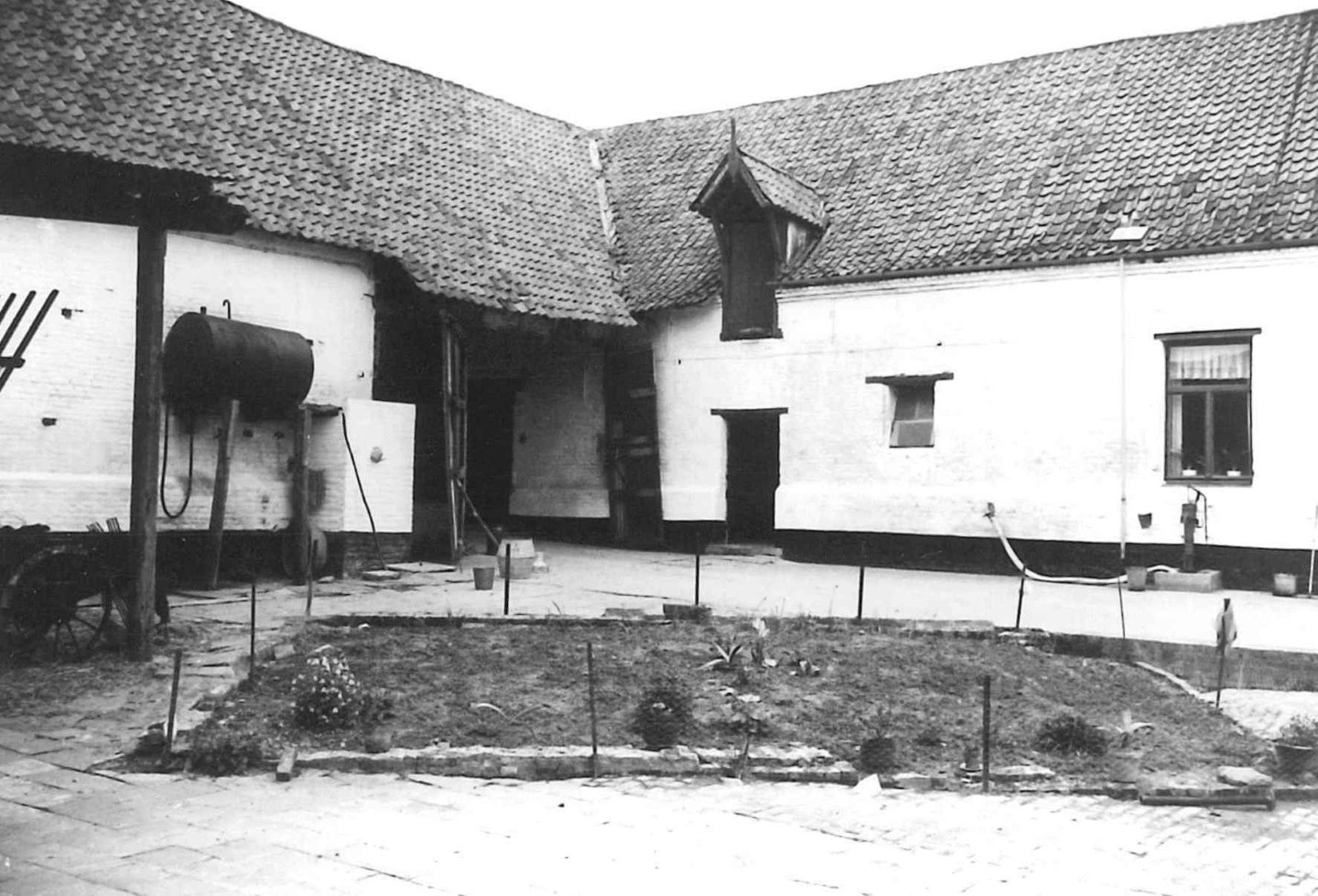
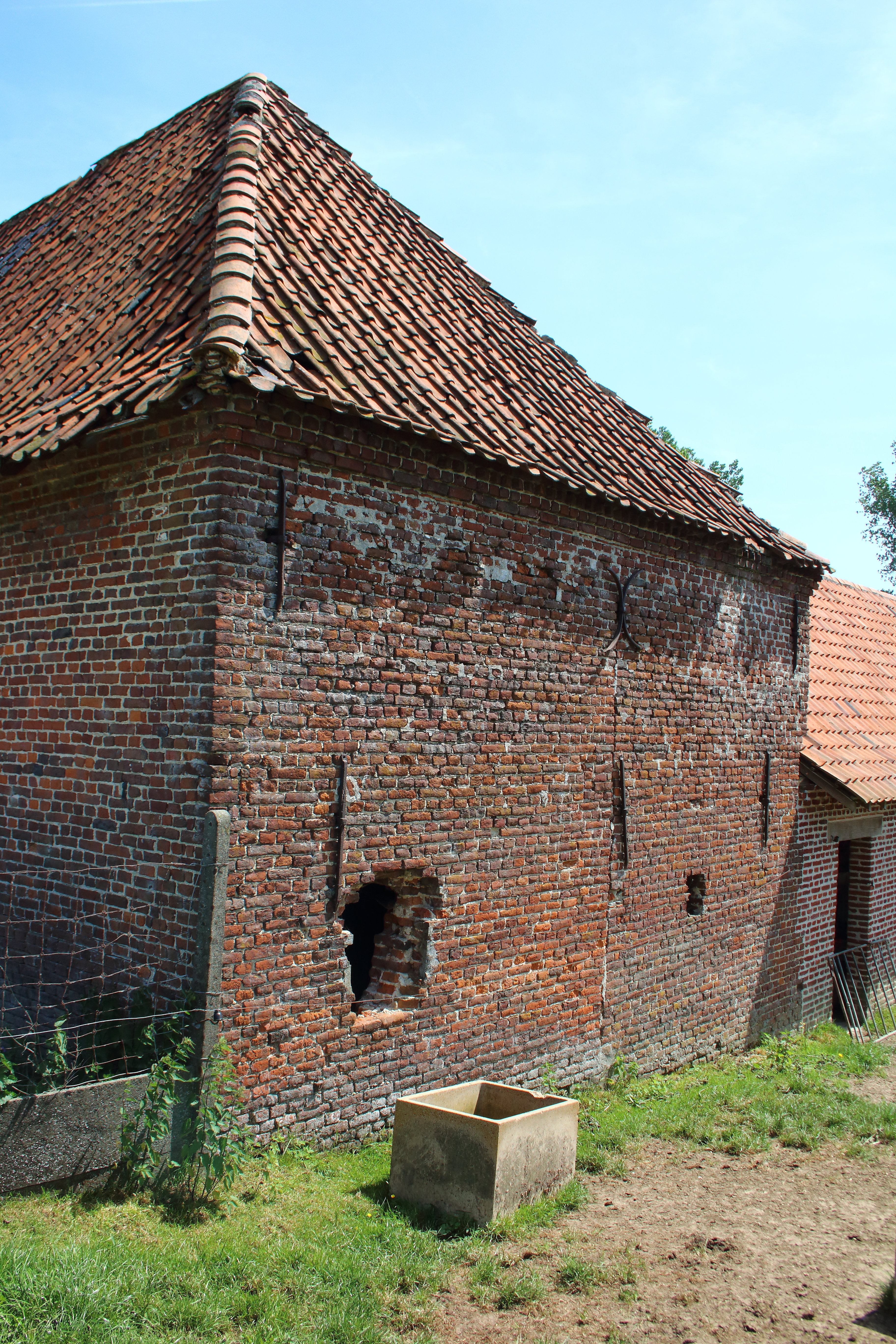
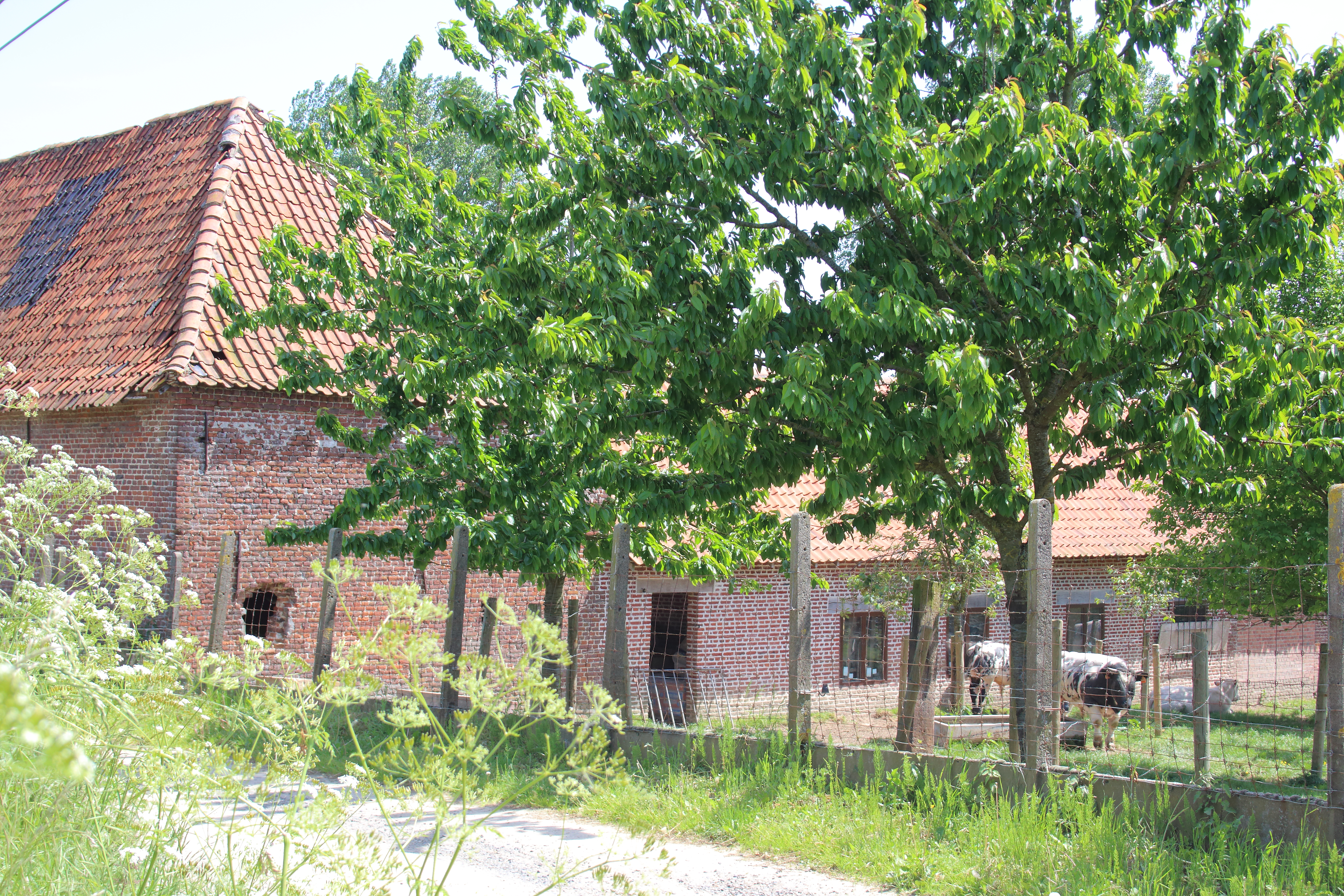
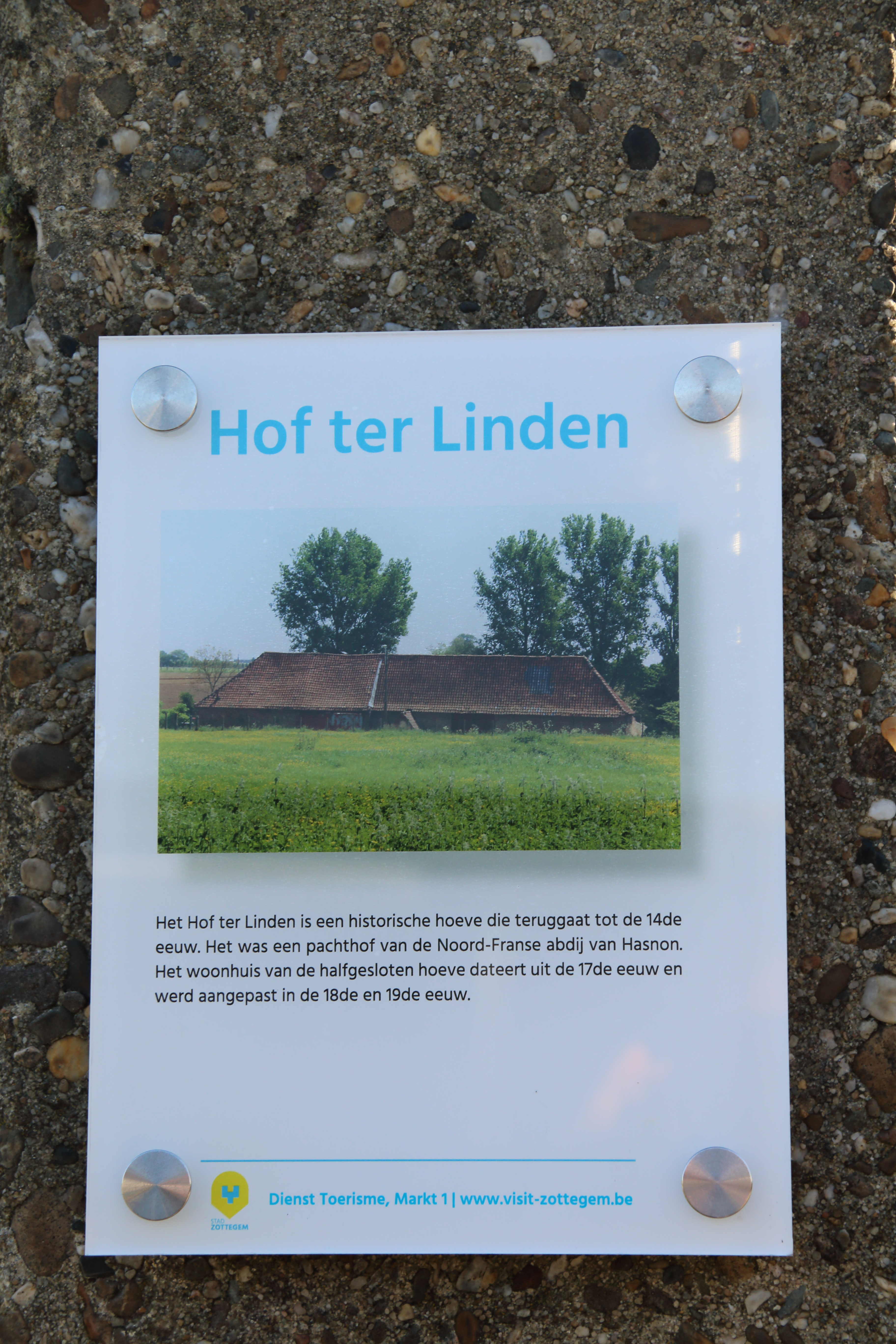